# ラウル・ブリカール
ラウル・ブリカール（Raoul Bricard、1870年3月23日 - 1943年11月26日）はフランスの工学者、数学者。主に幾何学の功績がよく知られている。特に図法幾何学、分割合同、運動学、リンク機構の分野で活躍した。

## 生涯
ブリカールはエコール・サントラル・パリで幾何学を教えていた。1908年、フランス国立工芸院で応用幾何学の教授に就任した。1932年、幾何学の研究でフランスの科学アカデミーより、数学分野のポンスレ賞を受賞した。

## 功績
ヒルベルトが問題提起する以前の1896年、ヒルベルトの第3問題に関する論文を発表した。論文では鏡面反射的なポリトープの分割合同と、デーンの基準の弱い形式のものを証明した。

ブリカール八面体の一つ

1897年、ブリカールは滑らかな多面体の重要な研究を発表した。彼は滑らかな八面体の分類を行った。この八面体はブリカール八面体と呼ばれている。この研究は1938年のアンリ・ルベーグの講義の主題にもなった。 後年のブリカールは、重要な6節リンク機構を発見した。
1922年、ブリカールは初めてモーリーの定理の幾何的な解法を発見した。

## 書籍
ブリカールは、エスペラントで書かれた数学の本など、延べ6冊の本を出版している。そのため、Encyclopedias in Esperantoには、彼の名が掲載されている。
- Matematika terminaro kaj krestomatio (in Esperanto), Hachette, Paris, 1905
- Géométrie descriptive, O. Doin et fils, 1911
- Cinématique et mécanismes, A. Colin, 1921
- Petit traité de perspective, Vuibert, 1924[17]
- Leçons de cinématique, Gauthier-Villars et cie., 1926
- Le calcul vectoriel, A. Colin, 1929